# Манапбаева, Жамал
Жамал Манапба́ева (1927 — ?) — советский и казахстанский чабан.

## Биография
Родилась в 1927 году в селе Курмекти (ныне Райымбекский район, Алматинская область, Казахстан). Работала старшим чабаном в поселке у подножия горы Таушелек с 1949 года на Курмектинской экспериментальной базе Института экспериментальной биологии АН Казахской ССР в Алма-Атинской области.
На 1965 год работала в Кегенском районе на конезаводе «Алгабас».
В Курмектинском районе есть улица имени Манапбаевой.

## Награды и премии
- Сталинская премия третьей степени (1950) — за участие в выведении новой породы тонкорунных овец «Казахский архаромеринос»